# Kim Jae-ryong
Kim Jae-ryong – północnokoreański polityk. 10 marca 2019 wybrany do Najwyższego Zgromadzenia Ludowego. 11 kwietnia objął funkcję premiera zastępując Paka Pong Ju. Został również członkiem Biura Politycznego i Centralnej Komisji Wojskowej. Funkcję tę pełnił do 13 sierpnia 2020.